# 忘憂駅
忘憂駅（マンウえき）は大韓民国ソウル特別市中浪区上鳳洞にある、韓国鉄道公社（KORAIL）の駅である。駅番号はK121。
中央電鉄線開業までは一部のムグンファ号が停車していた。

## 利用可能な路線
韓国鉄道公社
 京義・中央線 (K121)
 京春線 (K121)

## 歴史
- 1940年4月1日 - 朝鮮総督府鉄道中央線の駅として開業。
- 2005年
  - 1月1日 - 鉄道庁が韓国鉄道公社に改組される。　
  - 12月16日 - 中央電鉄線が徳沼駅まで開業、それに伴い同日より中央線一般列車の客扱いを中止。
- 2010年12月21日 - 首都圏電鉄京春線が開業し、当駅に接続する。
- 2014年12月27日 - 中央電鉄線と京義電鉄線の直通運転開始に伴い、中央電鉄線は京義・中央線となる。

## 駅構造
単式ホーム1面1線・島式ホーム3面6線の地上駅で、橋上駅舎を持つ。
2・3番ホームは、西側ホーム端にある連絡改札口を通じて、上鳳駅の江陵線KTXホームと繋がっている。

### のりば
| ↑上鳳                             |
| \| ２３ \| ４５ \| ６７ \|        |
| 養源(京義・中央線)↓ 新内(京春線)↓ |

| 1    | 京義・中央線 | 清凉里・龍山・幸信・一山・文山方面 |
| 2・3 | 京義・中央線 | 徳沼・楊平・龍門方面               |
| 4・5 | 京春線       | 上鳳・清凉里・光云大方面           |
| 6・7 | 京春線       | 坪内好坪・南春川・春川方面         |

## 利用状況
近年の一日平均利用人員推移は下記のとおり。
なお、2005年は開業日の12月16日から12月31日までの16日間を基準にしたものである。
| 路線                  | 路線     | 2000年 | 2001年 | 2002年 | 2003年 | 2004年 | 2005年 | 2006年 | 2007年 | 2008年 | 2009年 | 出典  |
| --------------------- | -------- | ------ | ------ | ------ | ------ | ------ | ------ | ------ | ------ | ------ | ------ | ----- |
| 京義・中央線 · 京春線 | 乗車人員 | 未開業 | 未開業 | 未開業 | 未開業 | 未開業 | 1,611  | 2,924  | 4,085  | 5,234  | 6,159  | [ 2 ] |
| 京義・中央線 · 京春線 | 降車人員 | 未開業 | 未開業 | 未開業 | 未開業 | 未開業 | 1,915  | 3,131  | 3,972  | 4,932  | 5,668  | [ 2 ] |
| 路線                  | 路線     | 2010年 | 2011年 | 2012年 | 2013年 | 2014年 | 2015年 | 2016年 | 2017年 | 2018年 | 2019年 | 出典  |
| 京義・中央線 · 京春線 | 乗車人員 | 6,934  | 7,041  | 7,039  | 7,426  | 7,906  | 8,196  | 7,636  | 8,539  | 8,186  | 8,353  | [ 2 ] |
| 京義・中央線 · 京春線 | 降車人員 | 6,322  | 6,645  | 6,823  | 7,301  | 7,829  | 8,004  | 7,909  | 8,410  | 8,112  | 8,188  | [ 2 ] |
| 路線                  | 路線     | 2020年 | 2021年 | 2022年 | 2023年 |        |        |        |        |        |        |       |
| 京義・中央線 · 京春線 | 乗車人員 | 6,308  | 6,484  | 7,180  | 7,574  |        |        |        |        |        |        |       |
| 京義・中央線 · 京春線 | 降車人員 | 6,184  | 6,434  | 7,061  | 7,384  |        |        |        |        |        |        |       |

## 駅周辺
ソウルから東へ伸びる幹線道路・国道6号線が忘憂里峠を越えるのぼり口にあたり、京畿道東部や江原特別自治道の都市に向かうバスのターミナルが設けられている。
- 上鳳市外バスターミナル（朝鮮語版）
- 忘憂里共同墓地
- 中浪区庁
- コストコ上鳳店
- ホームプラス上鳳店
- Eマート上鳳店
- KEBハナ銀行忘憂駅支店
- ソウル中和初等学校（朝鮮語版）
- 恵園女子高等学校（朝鮮語版）

## 隣の駅
韓国鉄道公社
 京義・中央線
中央急行
通過
龍山急行・緩行
上鳳駅 (K120) - 忘憂駅 (K121) - 養源駅 (K122)
 京春線
上鳳駅 (K120) - 忘憂駅 (K121) - 新内駅 (P122)